# Roca Guardiola
La Roca Guardiola és una muntanya de 1.457 metres que es troba al municipi de les Valls d'Aguilar, a la comarca de l'Alt Urgell.